# Shai Hulud
Pour les articles homonymes, voir Shai-Hulud (homonymie).
Shai Hulud est un groupe de metalcore américain, originaire de Pompano Beach, en Floride. Le groupe se déplace par la suite à Poughkeepsie, New York. Le nom du groupe s'inspire de la créature fantastique du monde imaginaire de Dune de Frank Herbert. Les deux membres considérés principaux du groupe incluent le guitariste Matthew Fox, et Matt Fletcher (à l'origine à la guitare, mais par la suite à la basse).

## Biographie

### Débuts (1995–1997)
Matt Fox (guitare) et Dave Silber (basse) forment Shai Hulud en 1995 avec Damien Moyal au chant, Jason Lederman à la batterie, et Oliver Chapoy à la guitare. Cependant, les choses ne se déroulent pas comme prévu avec Jason Lederman et le groupe décide de chercher un nouveau batteur. En 1994, Steve Kleisath et Matt Fox se rencontrent pour la première fois à Tampa, en Floride, lorsque Matt était membre du groupe Strongarm, le groupe que Steve rejoindra plus tard à la batterie. Avec son premier line-up intact, le groupe enregistre une démo de six chansons, puis signe au label Revelation Records fondé par Rob Moran, le bassiste d'Unbroken. Cependant, le label demande au groupe de changer le nom car « il serait trop dur à se rappeler. » Le premier concert de Shai Hulud est joué durant Halloween en 1996 devant 50 personnes.
Damien Moyal quitte le groupe lorsque celui est signé chez Revelation Records. À la suite du départ de Damien, Shai Hulud recrute le jeune chanteur âgé de 14 ans à l'époque, Chad Gilbert. Le groupe est en contrat avec un sous-label de Revelation Records, Crisis Records. En septembre 1996, ils enregistrent un EP intitulé A Profound Hatred Of Man par la suite commercialisé en février 1997.

### Hearts Once Nourished With Hope And Compassion(1997–2003)
Chad Gilbert quitte le groupe pour New Found Glory en 1997. Cela pose des doutes quant à l'avenir de Shai Hulud. Cependant, ils enregistrent leur premier album studio intitulé Hearts Once Nourished with Hope and Compassion en août 1997. Ils finissent l'album en septembre et le commercialisent en novembre. Un an après, Shai Hulud part en tournée en Amérique avec Strongarm, Bloodlet (en), Shadows Fall, Zao, Overcast, Cannibal Corpse et Disembodied. Une édition limitée sous format vinyle de l'album est commercialisée en 2006.
En mai 1998, trois musiques sont enregistrées pour un split avec le Indecision intitulé The Fall of Every Man. Le split paraît en novembre 1998. Tandis que la popularité de Shai Hulud s'accroit, l'intérêt du groupe pour la musique est en déclin. En 1998, Oliver Chapoy décide de quitter le groupe. Il est remplacé par Matthew Fletcher qui déménage par la suite en Floride pour se joindre au groupe en 1999. Matt Fletcher voit Shai Hulud pour la première fois à Seattle, Washington, en 1997  avec Strongarm et NineIronSpitFire. Andrew Gormley (ancien batteur de Shai Hulud) est également au concert en train de vendant des démos de Kiss It Goodbye (en). En juin 1999, ils enregistrent une reprise de Fearless Vampire Killers de Bad Brains.
Steve Kleisath quitte le groupe à cause de problèmes personnels, et Chad Gilbert décide aussi de quitter Shai Hulud et devient guitariste à plein temps pour le groupe New Found Glory. Le groupe engage Andrew Gormley à la batterie pour une tournée européenne. Matt Fletcher devient le chanteur jusqu'à ce que Geert van der Velde se joint au groupe durant la tournée. Le groupe revient en Floride et décide de continuer Shai Hulud. Cependant, Dave Silber se disait prêt à quitter. En janvier 2000, Jared Allen, l'ami de Matt Fletcher originaire d'Oklahoma, endosse le rôle du bassiste et se joint au groupe. Ils enregistrent trois musiques pour un split avec le groupe Another Victim intitulé A Whole New Level of Sickness. Celui-ci et un autre split, mettant Metallica à l'honneur, sont commercialisés en mars 2000. Shai Hulud.

### That Within Blood Ill-Tempered(2003–2006)

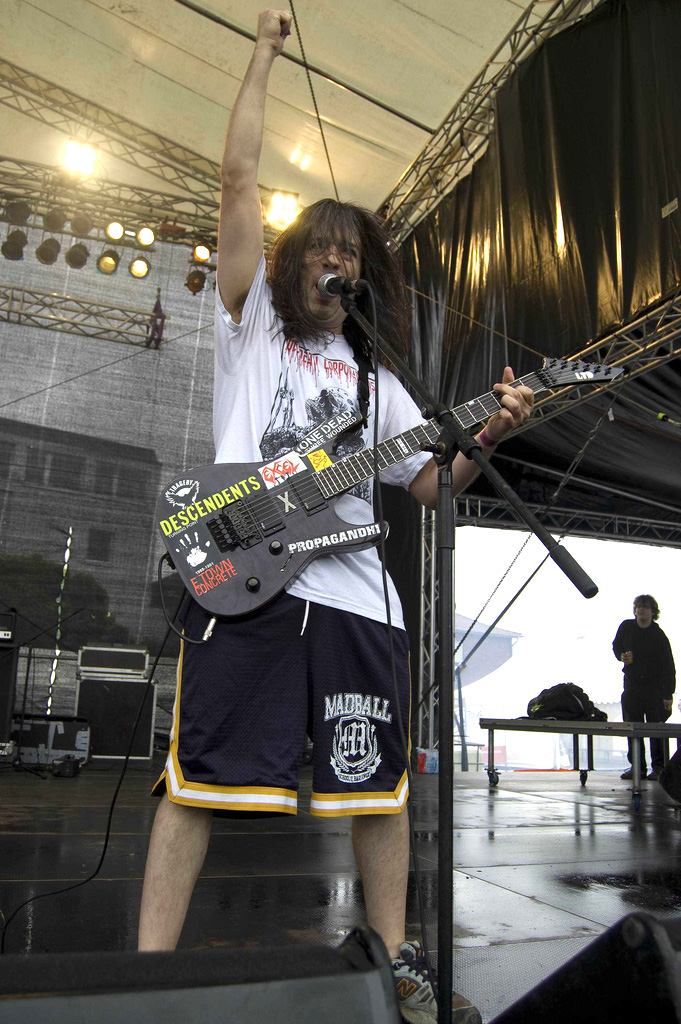
Matt Fox au Vainstream Rockfest 2008.

En 2002, Jared Allen décide de quitter le groupe, et Matt Fletcher endosse le rôle de bassiste. Le groupe enregistre son second album studio intitulé That Within Blood Ill-Tempered, commercialisé le 23 mai 2003. L'album atteint la 39e place au Billboard Top Independent, sans vidéoclip, ni diffusion radio. Après la parution de l'album, le groupe continue à chercher un nouveau batteur. Tony Tintari se joint au groupe pendant qu'ils enregistrent un nouvel album. Après la parution de That Within Blood Ill-Tempered, Shai Hulud recrute le guitariste Matt Canning et participe à de nombreuses tournées à l'international. Quelque temps après, Shai Hulud et le chanteur Geert van der Velde décide que ce dernier doit partir pour le bien du groupe. Geert quitte le groupe et forme son projet parallèle en solo The Black Atlantic, et se joint au groupe de metalcore Miscreants. Le batteur Tony Tintari quitte le groupe pour se joindre à Holy Roman Empire. Le guitariste Matt Canning part également pour former The Twilight Collective. Andrew Gormley se joint à eux à la batterie et le groupe joue plusieurs concerts aux côtés de Chad Gilbert.

### Misanthropy Pure(2006–2009)
Début 2006, le groupe enregistre une démo de trois chansons avec Eric Dellon au chant et à la batterie, et Geert van der Velde au chant secondaire. En mars 2006, le groupe annonce abandonner son idée de se renommer en « The Warmth of Red Blood » et garde le nom de Shai Hulud. En août 2006, le groupe signe au label Metal Blade Records. Ils enregistrent ensuite leur album Misanthropy Pure au studio Silver Bullet Media, dans le Connecticut, avec Matt Mazzali au chant et Andrew Gormley à la batterie, ainsi qu'avec la voix de J Costa de Thy Will Be Done (en). Commercialisé le 7 mai 2008, l'album atteint la 35e place du Billboard Top Independent et la 15e place aux Top Heatseekers. Pendant quelques mois, Shai Hulud recrute temporairement le batteur d'Unearth et de The Red Chord, Mike Justain, jusqu'à ce qu'il rejoigne Trap Them (en). Le rôle de batteur est endossé par Chad Kishick de Miami, en Floride, jusqu'en 2009. Geert Van der Velde revient temporairement au chant durant leur tournée au Japon de 2009, avec Parkway Drive et Crystal Lake.
Le groupe fait paraître un split EP avec New Found Glory intitulé Not Without a Heart Once Nourished by Sticks and Stones Within Blood Ill-Tempered Misanthropy Pure Gold Can Stay vendu uniquement lors de la tournée Not Without a Fight.

### Reach Beyond the Sun(depuis 2011)
Le 26 janvier 2011, le groupe annonce une tournée américaine de 17 dates, débutant le 2 février 2011.

## Formation
Membres actuels
- Justin Kraus - chant (depuis 1993)
- Matt Fox – guitare (depuis 1995)
- Thomas Colello - guitare (depuis 2012)
- « Mad » Matt Fletcher – basse (2002), guitare (depuis 1998-2002), chant (depuis 1999)
- Dave Joyal - batterie (depuis 2013)

Membres de tournée
- Steve Muczynski – basse (2009–2010, depuis 2013)

Anciens membres
- Damien Moyal – chant (1995)
- Chad Gilbert – chant (1995–1998, 2004 en tournée, 2012 en tournée)
- Geert van der Velde – chant (1999–2003, 2003-2005 en tournée, 2009 en tournée)
- Eric Dellon – chant, batterie (2005–2006)
- Matt Ian Mazzali – chant (2006–2009)
- Mike Moynihan – chant (2009–2012)
- Oliver Chapoy – guitare (1996–1998)
- Matt Canning – guitare (2003–2006)
- Dane Metcalfe - guitare (2003)
- Ryan Burns – guitare (2005–2006 en tournée)
- Gregory Thomas - guitare (2007-2008)
- Chad Kishick – guitare (2008–2009)
- Tim O'Leary – guitare (2009–2010)
- Tony DelMonego – guitare (2011–2012 en tournée)
- Dave Silber – basse (1995–1999)
- Jared Allen – basse (2000–2002)
- Justin Shepp - basse (2012-2013 en tournée)
- Nathan Gluck - basse (2013 en tournée)
- Rick Maldonado - basse (2013 en tournée)
- Jason Lederman – batterie (1995)
- Steve Kleisath – batterie (1996–1999)
- Andrew Gormley – batterie (1999–2000, 2004–2005, 2006–2008)
- Spikey Goldbach – batterie (2000-2001)
- Tony Tintari – batterie (2002–2004)
- Brian Go - batterie (2006 en tournée)
- Shane Shook - batterie (2008 en tournée)
- Mike Justain - batterie (2009 en tournée)
- Aaron Goodrich – batterie (2009-2010 en tournée)
- Matt Covey – batterie (2009–2013)